# Osmylops clavatus
Osmylops clavatus är en insektsart som beskrevs av Oswald 1998. Osmylops clavatus ingår i släktet Osmylops och familjen Nymphidae. Inga underarter finns listade i Catalogue of Life.